# David H. Buchanan

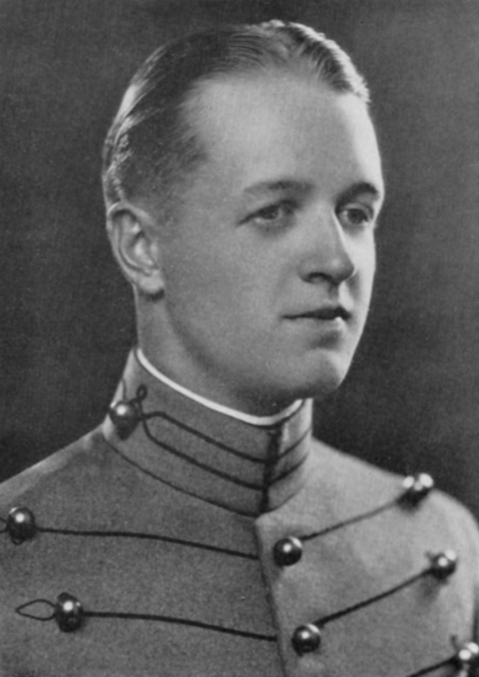

David Haytor Buchanan (* 8. März 1907 in Marion, Smyth County, Virginia; † 1. Januar 1972) war ein Generalmajor der United States Army. Er war unter anderem Kommandeur der 1. Infanteriedivision.
David Buchanan war ein Sohn von B. F. Buchanan und dessen Frau Eleanor Fairman Sheffey. Zwischen 1920 und 1924 besuchte er die Greenbrier Military School in Lewisburg in West Virginia und in den Jahren 1925 bis 1929 durchlief er die United States Military Academy in West Point. Nach seiner Graduation wurde er als Leutnant in das Offizierskorps des Heeres aufgenommen. In der Armee durchlief er anschließend alle Offiziersränge vom Leutnant bis zum Zwei-Sterne-General.
Im Lauf seiner militärischen Karriere absolvierte Buchanan verschiedene Kurse und Schulungen. Dazu gehörten unter anderen die Infantry School und das National War College.
In seinen jüngeren Jahren absolvierte er den für Offiziere in den niederen Rangstufen üblichen Dienst in unterschiedlichen Einheiten und Standorten. Dazu gehörten auch Aufgaben als Stabsoffizier in verschiedenen Hauptquartieren. Zwischenzeitlich war er auch Lehrer für Reitsport (equitation) an der Infantry School. Ende der 1930er Jahre war er in Hawaii stationiert.
Während des Zweiten Weltkriegs war er mit der 25. Infanteriedivision auf dem pazifischen Kriegsschauplatz eingesetzt. Dabei kommandierte er zunächst das der Division unterstellte 161. Infanterieregiment und dann das 27. Infanterieregiment, das ebenfalls zur 25. Infanteriedivision angehörte. Damit war Buchanan an vielen Operationen der Division einschließlich der Rückeroberung der Philippinen beteiligt.
In den Jahren 1946 bis 1949 war er als Armeeoffizier Lehrer an der Air University auf dem damaligen Maxwell Field in Alabama. Der Stützpunkt ging im Jahr 1947 an die neugegründete United States Air Force über. Buchanan blieb trotzdem bis 1949 Dozent an dieser Universität.
Nach dem Ende seiner Lehrtätigkeit wurde David Buchanan nach Fort Monroe in Virginia versetzt, wo er von 1949 bis 1951 dem Stab der Army Ground Forces angehörte. Danach wurde er zur Stabsabteilung G3 für Operationen im Heeresministerium versetzt. Zwischen 1953 und 1956 war er einer der Verbindungsoffiziere zwischen dem NATO-Komitee (North Atlantic Treaty Military Committee) und dem Nordatlantik Rat (North Atlantic Council).
Daran schloss sich eine Versetzung nach Chicago an, wo er in den Jahren 1956 und 1957 Stabschef der 5. Armee war. Zwischen April 1957 und Oktober 1958 kommandierte David Buchanan die damals in Fort Riley in Kansas stationierte 1. Infanteriedivision. Danach wurde er nach Südkorea versetzt, wo er bis 1959 eine militärische Beratergruppe leitete (Chief M. I. Assistance & Advisory Group, Korea). Anschließend wurde er zum stellvertretenden Generalinspekteur des US-Heeres ernannt. Dieses Amt hatte er von 1959 bis 1961 inne. Danach wurde er Stabschef beim United States Continental Army Command. Dieses Amt bekleidete er bis zu seiner Pensionierung im Jahr 1962.
Zwischen 1962 und 1970 war Buchanan als Berater für die Firma Research Analysis Corporation tätig. Er starb am 1. Januar 1972.

## Orden und Auszeichnungen
David Buchanan erhielt im Lauf seiner militärischen Laufbahn unter anderem folgende Auszeichnungen:
- Army Distinguished Service Medal
- Silver Star
- Legion of Merit
- Bronze Star Medal
- Purple Heart